# Leonid Polski
Leonid Nikołajewicz Polski, ros. Леонид Николаевич Польский (ur. 1907 w stanicy Kaźminskaja w Kraju Stawropolskim, zm. 1993 w Piatigorsku) – radziecki dziennikarz, pisarz i publicysta, dziennikarz kolaboracyjnej prasy, a następnie oficer sztabu Głównego Zarządu Wojsk Kozackich podczas II wojny światowej, podziemny autor i publicysta w okresie powojennym.
Po wojnie domowej w Rosji pozostał w kraju. W 1930 r. ukończył studia dziennikarskie na uniwersytecie górskim we Władykaukazie. Następnie pracował jako dziennikarz w Leningradzie. Pisał artykuły przede wszystkim o historii Kozaków i twórczości literackiej Michaiła J. Lermontowa. Na początku lat 30. napisał pracę pt. „Lermontow na Kawkazie”, ale nie została ona wydana. Był jednym z ulubionych publicystów Siergieja M. Kirowa. Po ataku wojsk niemieckich na ZSRR 22 czerwca 1941 r., służył w Armii Czerwonej jako korespondent wojenny. Podczas walk pod Leningradem został ranny, po czym wiosną 1942 r. przeniesiono go do Stawropola. Kiedy w sierpniu tego roku wojska niemieckie podeszły pod miasto, Leonid Polski pozostał w nim jako rezydent NKWD. Podjął jednak kolaborację z Niemcami. Pracował w redakcji pisma „Utro Kawkaza”. Uratował wiele dokumentów, ksiąg, ikon i wyposażenia cerkiewnego przed zniszczeniem. Po ewakuacji do Niemiec w 1943 r., współpracował z pismami kozackimi „Kalinok” i „Kazaczja Ława”. Został redaktorem gazety Rosyjskiej Armii Wyzwoleńczej (ROA) „Informacyonnyj listok”. Wszedł w skład Głównego Zarządu Wojsk Kozackich. Otrzymał stopień starsziny wojskowego. W 1944 r. wraz ze sztabem atamana gen. Piotra N. Krasnowa przybył do północnych Włoszech, gdzie został rozmieszczony Kozacki Stan. Na początku maja 1945 r. poddał się Brytyjczykom, którzy wydali go Sowietom. W ZSRR został skazany na karę najpierw 10, a następnie 25 lat łagrów. Przebywał w obozie na Workucie. Po wyjściu na wolność pisał artykuły do samizdatów. Pod pseudonimem „Archijepiskop Stawropolski Gedeon” był autorem publikacji naukowej pt. „Istorija Christianstwa na Siwiernom Kawkazie”. Jego żona wydała napisaną przez L. N. Polskiego książkę pt. „I zwiezda s zwiezduju goworit”. Dopiero na początku lat 90. XX wieku pod jego nazwiskiem wyszły książki „Letopiś Piatigorska”, „Gławnyj prospiekt”, „Riestoracyja”, „Lermontow w Piatigorskie”, „Puszkin w Piatigorskie”, „Lew Tołstoj w Piatigorskie”, „Wstrieczi u istocznika”. Ostatnie lata życia spędził w Piatigorsku.